# Mundorgel
Mundorgel ist eine Gruppe von Durchschlagzungeninstrumenten in China und Südostasien, bei denen in einer Luftkammer, die häufig aus einer Kalebasse besteht, verschieden lange Pfeifen aus Bambus eingesetzt sind. Über ein Mundstück, das seitlich an der Luftkammer befestigt ist, wird Luft eingeblasen oder gesaugt. Dadurch werden die in den Pfeifen eingelassenen durchschlagenden Zungen zum Schwingen angeregt. Wird ein Loch an einer Einzelpfeife mit dem Finger abgedeckt, kann diese erklingen.

## Herkunft und Verbreitung
Die ältesten Mundorgeln werden in der chinesischen Textsammlung Buch der Lieder aus dem 10./9. Jahrhundert v. Chr. mehrmals erwähnt, in einem Vers tauchen sie zusammen mit Maultrommeln auf. Von ihrer wahrscheinlichen Ursprungsregion haben sie sich in einem langen Zeitraum nach Westasien ausgebreitet. Im iranischen Taq-e Bostan sind Mundorgeln auf einem sassanidischen Felsrelief vom Ende des 6./ Anfang des 7. Jahrhunderts n. Chr. zu sehen, ebenso auf einer Silberschale aus dieser Zeit. Sie wurden in mittelpersischer Sprache mustak und im späteren Persischen muschtaq sīnī („chinesische muschtaq“) genannt.
Der bekannteste Vertreter ist die chinesische Mundorgel sheng. Es gibt sie in Ausführungen mit zumeist 17 oder 21 Pfeifen. Die Mundorgel wird in Korea saeng genannt. Die japanische Mundorgel shō unterscheidet sich im Wesentlichen nur durch den etwas höheren Stimmumfang. Bei beiden Mundorgeln stecken die Pfeifen mit einem Ende in der Windkammer. Bei einem anderen Mundorgeltyp ragen die Pfeifen mit dem unteren, geschlossenen Ende aus der Windkammer heraus. Hierzu zählen die im mittleren Bereich ihrer Bambuspfeifen angeblasene khaen, die in Laos und der Isan-Region im Nordosten Thailands bekannt ist, und die qeej der Hmong. Die kleinere chinesische hulusi hat als Luftkammer einen Flaschenkürbis und drei Schallröhren, von denen die mittlere mit Grifflöchern versehen ist. Sieben Bambusröhren besitzt die rasem im nordostindischen Bundesstaat Tripura. Die chinesische bawu ist keine Mundorgel, sie besitzt dennoch eine durchschlagende Zunge, ähnelt in der Form einer Flöte und wird seitlich angeblasen.

## Bauform und Klassifikation
In der Hornbostel-Sachs-Systematik wird die Mundorgel den „freien Aerophonen (41)“ zugeordnet, bei denen der Luftstrom in freier Umgebung und nicht wie bei den „(eigentlichen) Blasinstrumenten (42)“ üblicherweise durch eine Röhre geleitet wird. In dieser Gruppe gehört die Mundorgel zu den „Unterbrechungs-Aerophonen (412)“ mit Durchschlagzungen, die zur Tonerzeugung periodisch in beiden Richtungen durch eine enge Öffnung ausschlagen. Die Mundorgel ist somit ein Blasinstrument und unterscheidet sich der Hornbostel-Sachs-Systematik zufolge grundsätzlich von der Maultrommel, deren Lamelle gezupft wird und die deshalb zu den Idiophonen zählt. Da jedoch bei der Maultrommel der Klang wie bei der Mundorgel wesentlich durch den Luftstrom der in ihrem Rahmen pendelnden Lamelle erzeugt wird, ist ebenfalls eine Zuordnung zu den Durchschlagzungeninstrumenten möglich. Auch bei dieser Betrachtung bleibt der grundlegende Unterschied: Die Lamellen der Mundorgel werden durch einen Luftstrom und die einzelne Lamelle der Maultrommel wird mechanisch angeregt.  Die asiatische Mundorgel gilt als Vorläufer europäischer Durchschlagzungeninstrumente wie Mundharmonika und Akkordeon. Besonders im Englischen können Missverständnisse entstehen, wenn außer der Mundorgel auch die Maultrommel und die Mundharmonika als mouth organ (oder mouth harp) bezeichnet werden.
Bei den meisten Mundorgeln schwingen die durchschlagenden Zungen sowohl beim Aus-, als auch beim Einatmen, da die Atemluft nicht über die Stimmzungen eingeblasen wird. Die Stimmzunge besitzt keine Aufbiegung - (sie ist symmetrisch) und ist als Passivresonator an anderer Stelle an den Röhen angebracht. Eine Stimmzunge, die direkt oder indirekt über eine Windlade angeblasen wird, besitzt eine Aufbiegung und wird dadurch asymmetrisch wie modernere westliche Durchschlagzungen. Diese Instrumente erklingen nur beim Ausatmen. Das Material für die Stimmzungen ist fast ausschließlich eine Messinglegierung. Die Zungen sind fast immer aus einem Stück Blech gearbeitet. Die Rahmenstärke derartiger Stimmplatten ist somit nahezu gleich dick wie die Zunge.
Allen gemeinsam ist, dass die Tonhöhe in erster Linie von der schwingenden Luftsäule (Flötenlänge) abhängig ist. Die Stimmzunge ist im Gegensatz zu westlichen Instrumenten mit Stimmzungen der passive Schwinger und trägt somit zu einer stark veränderten Klangbildung bei. Eine gewisse Ähnlichkeit besteht auch mit Rohrblattinstrumenten. Die Rohrblätter in Rohrblattinstrumenten sind aber bei weitem stärker an der Tonbildung beteiligt und funktionieren auch nur annähernd so wie durchschlagende Zungen.

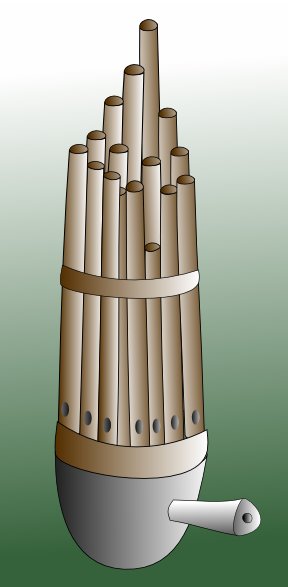
Sheng
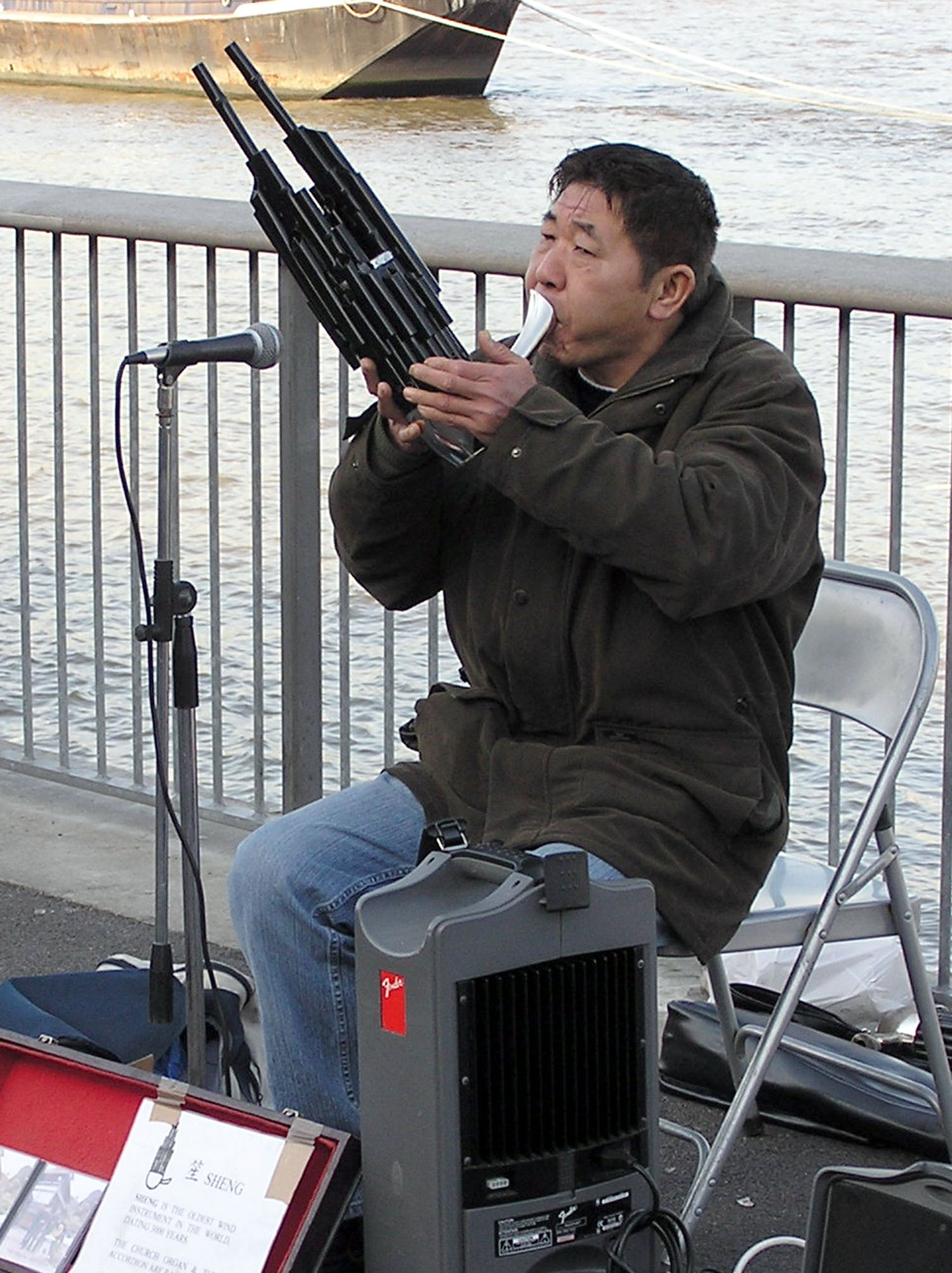
Sheng-Musiker in London, 2004
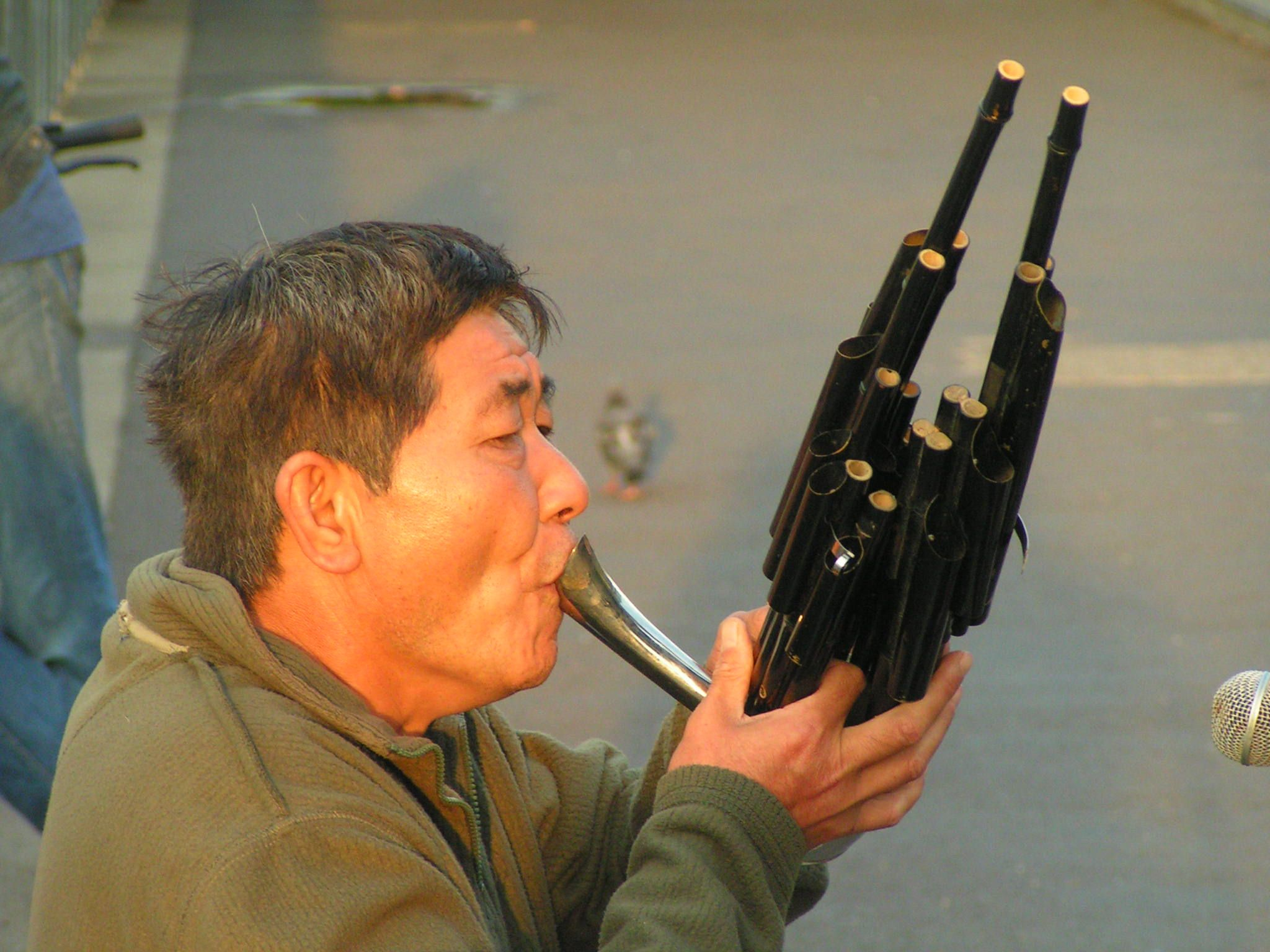
Straßenmusikant mit einer Sheng
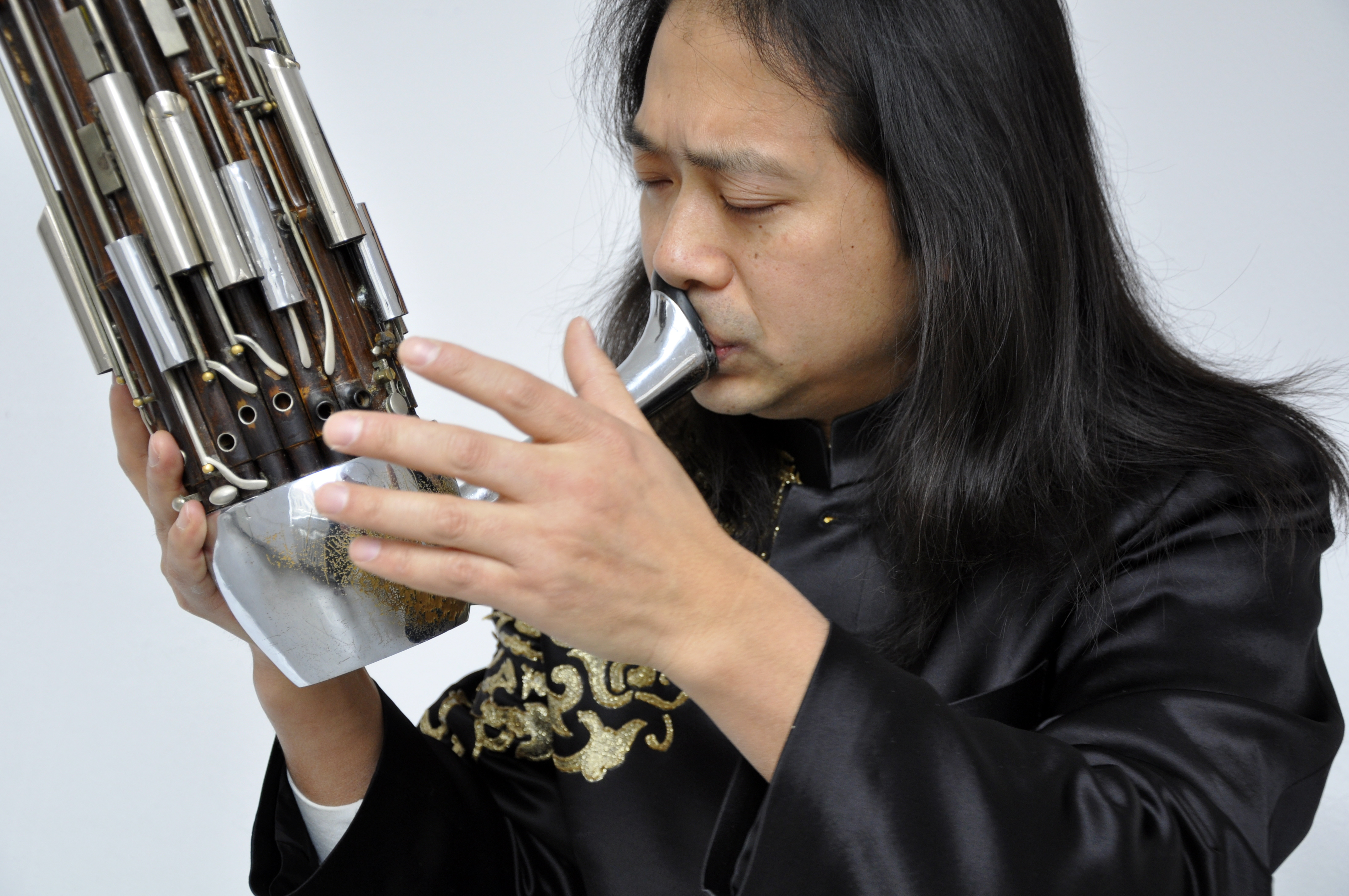
Der Sheng-Virtuose Wu Wei
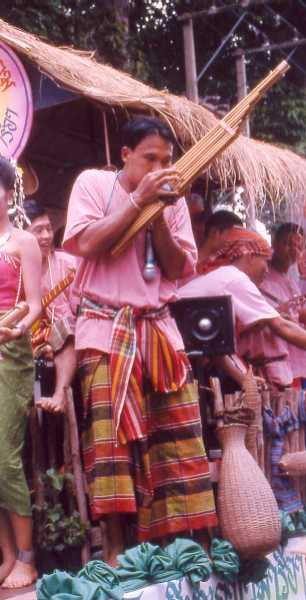
Khaen-Spieler im Isan